# すしらーめん《りく》
すしらーめん《りく》（英語: SUSHI RAMEN【Riku】、1999年〈平成11年〉5月30日 - ）は、日本のYouTuber。男性。本名は堀内 陸。東京都出身。身長は164cm。血液型はAB型。慶應義塾大学環境情報学部在籍。UUUMを経て、現在analyzelogに所属。

## 来歴
中学2年生の時、友人とスイカに輪ゴムを大量に巻き付けて爆発させようとしていたところ、ちょうど友人がスイカを覗き込んだ瞬間にスイカが爆発し、その時に撮影していた映像をYouTubeに投稿したことがきっかけで動画投稿を始めた。
防具を付けてボクサーにパンチされたら痛いかを検証する動画の人気をきっかけに、登録者数は20万人超まで増えた。なお、同動画は2020年7月末の時点で630万再生を突破している。
2017年5月11日、YouTubeチャンネル「すしらーめん《りく》」のチャンネル登録者数が100万人を突破した。
2017年6月24日、自身のTwitterで短期間の活動休止を発表。同年10月、同Twitterにて大学に合格したことを発表した。
2018年12月末から、親交の深いアバンティーズのサイパンでの休暇旅行に同行していたが、2019年1月1日に発生したアバンティーズ・エイジの水難事故死を目の当たりにする。アバンティーズの所属事務所であるUUUMがエイジの死去を発表したのちに、りくもTwitterで自身の悲痛な心境を綴った。以降は動画投稿を休止していたが、同年3月21日にアバンティーズがりくとのコラボ動画を投稿し、翌22日には自身のアカウントからも新作動画を投稿し、活動を再開。
2019年7月7日付のブログにて、2018年春にUUUMを脱退したことを報告した。関係悪化が原因ではなく、お互いの合意による脱退としている。UUUMのイベントには出させて頂く事がいつかはあるかもしれないとしており、2022年には、HIKAKINが主催した「ヒカキンおにごっこ 2022夏」に出演している。
2020年2月19日、初の著作となる「いたずらの魔法」を刊行。
2020年10月23日、自身のYouTubeチャンネルにてメンバーシップを除いて短期間の活動休止を発表。その後、12月に一時復活した後、2021年6月11日、自身のYouTubeチャンネルにて復活動画を投稿、正式に活動を再開した。
2021年7月19日、Youtube主催のRECORDCRUSHERSに参加し、ズルをして十種競技の世界記録を超える企画に参加した。
2021年7月30日、YouTubeに登場した車は2015年式スバルアウトバック（DBA-BS9型）であるが所有者についての言及はなかった。
2023年1月13日、「すしらーめん《りく》」のチャンネル登録者数が600万人を突破した。
2023年7月2日、「すしらーめん《りく》」のチャンネル登録者数がライブ配信中に700万人を突破した。
2023年12月28日、爆破などの実験を容易に実行できる環境を作るために廃校となった学校を購入した。しかし、老朽化等による修復代が数千万円程必要との試算が出たため、クラウドファンディングによる資金調達を行った。その結果、2日で5000万円を超える額が集まり、最終的には1億円を超える金額が集まった。
2024年5月24日、「すしらーめん《りく》」のチャンネル登録者数が800万人を突破した。
2024年5月28日、「すしらーめん《りく》」のチャンネル登録者数が900万人を突破した。800万人突破からわずか４日間で900万人を突破した要因として、すしらーめん《りく》のチャンネルに海外でバズっていた、チャンネル登録を促すような動画の真似をしたショート動画を投稿したところチャンネル登録者数が１日で30万人増加し、その勢いで増加していったものとみられる。
2024年7月14日、「Mr.Beast」の動画に出演。本人も7月16日に「Mr.Beastの企画に参加してきた！！！」という動画を投稿しており再生回数は450万超えた。

## 人物
名前の由来は好きな食べ物を言ったら友達が勝手に打ち込み、YouTubeの名前がすしらーめんになっていた。中学時代は「すしらーめん」というグループで活動していた。卒業後、他の仲間とは別々の高校に通うこととなり単身での活動となるが、引き続き同じ名称を名乗り続けている。仲間とは卒業後も仲が良く、時折動画に出演して一緒に装置の製作などをしている。
カメラはキヤノンのiVIS HF G20を主に使用。
編集にはFinal cut proを使用している。
本人曰く、英語は一切話せない。
愛犬はダックスフントの「ウェーブ」。元々耳の病気の為飼い主の申し出もでず、可哀想に思った祖父が引き取った。足が短い。
動画を撮る際にはまず自分が楽しむことを心がけているという。多い時には週4日動画を投稿することがあるが、学業があるため毎日は投稿していない。
本格的にYouTuberになろうと思ったきっかけはアバンティーズだという。そのアバンティーズとは2016年にペットボトル100本を用いた動画でコラボを果たしている。また、同年に公開された炎炎ノ消防隊のコラボ動画では水溜りボンドらと共演した。

## 出演
- 『Future Creator magazine』（2016年9月30日、メディアソフト）- 表紙[39][40]
- 「U-FES.TOUR Final in Tokyo」（2017年1月28日）[41]

### 映像作品

#### WEBドラマ
- 配信ボーイ ～ボクがYouTuberになった理由～（2018年6月1日 - 3月24日、dTV） - 監修[42]

### 書籍
- いたずらの魔法 (2020年2月19日,KADOKAWA)[43]